# Saint-Broladre
Saint-Broladre é uma comuna francesa na região administrativa da Bretanha, no departamento Ille-et-Vilaine. Estende-se por uma área de 23,62 km². Em 2010 a comuna tinha 1 158 habitantes (densidade: 49 hab./km²).